# Operações policiais nas eleições gerais no Brasil em 2022

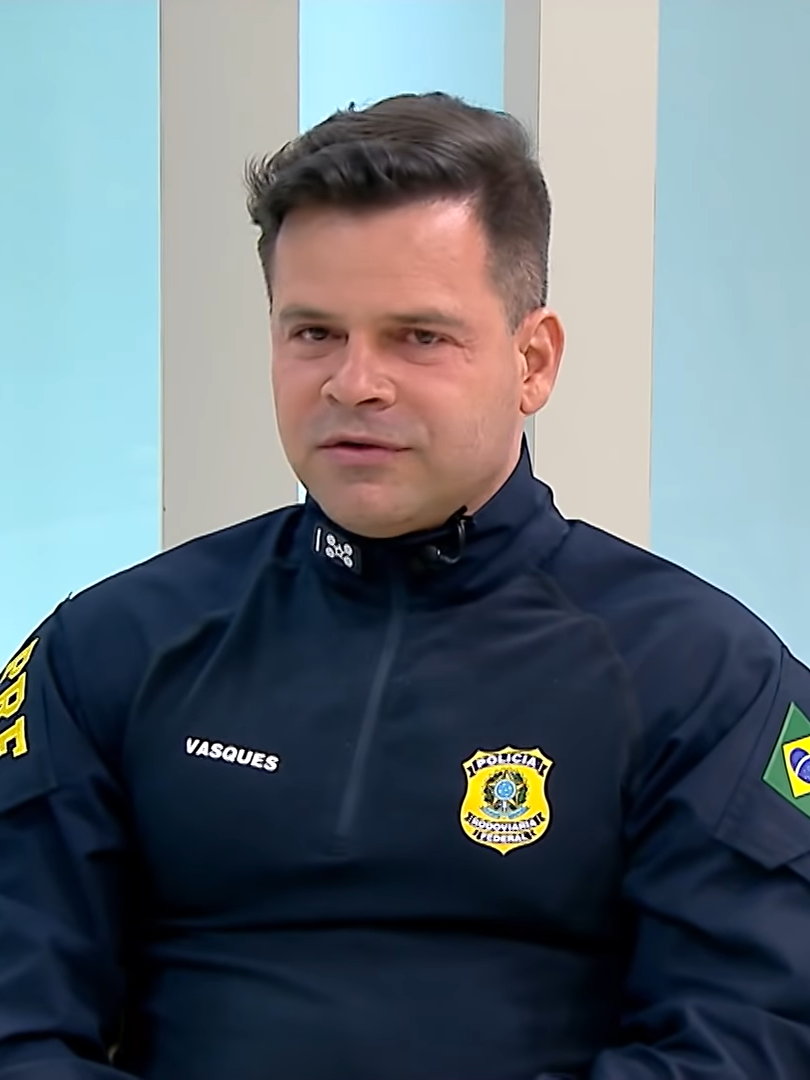
Silvinei Vasques, ex-diretor-geral da Polícia Rodoviária Federal

As operações policiais nas eleições gerais no Brasil em 2022 foram ações coordenadas realizadas pela Polícia Rodoviária Federal, principalmente durante o segundo turno das eleições gerais no Brasil em 2022. Visavam veículos de transporte público, principalmente no nordeste do país, alegadamente com o objetivo de garantir a segurança do transporte, segundo seus defensores; ou atrasar a chegada destes veículos aos locais de votação, segundo seus detratores.

## Contexto
No sábado 29, véspera do segundo turno das eleições gerais, notícias de possíveis operações da Polícia Rodoviária Federal já causavam diversas reportagens e denúncias por parte de políticos. As alegações eram de que as polícias, cujos agentes seriam de maioria bolsonarista, pretendiam realizar operações de inspeção no transporte público, principalmente no nordeste do país, região cuja maioria dos eleitores apoia Luiz Inácio Lula da Silva, com o objetivo de atrasar o transporte e, com isso, evitar que pessoas chegassem às seções de votação a tempo de votar. O presidente do Tribunal Superior Eleitoral, Alexandre de Moraes, expediu ordem para que as polícias esclarecessem as acusações. Como consequência, o ministro expediu ordem proibindo as entidades de realizar qualquer operação que causasse impedimentos à circulação do transporte público no domingo e afirmou que os diretores das forças policiais seriam responsabilizados pelo descumprimento.
A ordem veio na esteira de decisão do Supremo Tribunal Federal que decidiu, em 19 de outubro, pela legalidade da oferta de transporte público gratuito no dia das eleições. Como consequência da decisão, todas as capitais brasileiras e vários estados, voluntariamente ou por força de decisões judiciais, ofertaram transporte gratuito na data em questão. A campanha do presidente Jair Bolsonaro contestou as decisões, alegadamente pelo fato de que a medida tende a diminuir a abstenção entre as pessoas mais pobres, universo de eleitores em que seu oponente obtém maior fatia de votos.

## Operações

### Planejamento
Reportagem da Folha de S.Paulo revela que a operação da Polícia Rodoviária Federal começou à ser articulada na noite de 19 de outubro, em uma reunião do núcleo da campanha de Jair Bolsonaro, realizada no Palácio da Alvorada. A operação foi articulada com membros das Forças Armadas do Brasil, da Polícia Federal e da Polícia Rodoviária Federal.

### Realização
No segundo turno das eleições gerais no Brasil em 2022 uma série de operações da Polícia Rodoviária Federal foram denunciadas por causar impedimentos ao voto, ocorrendo principalmente no Nordeste e afetando a circulação dos transportes públicos. Documentos internos da corporação que circulavam no Paraná orientavam os agentes à focar na abordagem de veículo de transporte coletivo, tanto ônibus quanto vans.
A operação é considerada por alguns como configurando crime eleitoral Alexandre de Moraes requisitou explicações do diretor-geral da Polícia Rodoviária Federal sobre as operações realizadas, anexando na determinação vídeos que mostram as restrições causadas ao voto no interior da Paraíba, gravadas pelo próprio prefeito do município, que denuncia a ação por afetar desproporcionalmente os eleitores da zona rural. Os relatos por parte de eleitores e representantes se proliferam principalmente no Nordeste, mas ocorridos semelhantes são relatados no Rio de Janeiro.
O diretor-geral da Polícia Rodoviária Federal, Silvinei Vasques, havia feito publicações nas redes sociais em favor do candidato presidencial Jair Bolsonaro. Silvinei Vasques encaminhou um ofício às superintendencias da PRF afirmando que a determinação do TSE “não impôs qualquer limite ao exercício da regular atividade fiscalizadora da Polícia Rodoviária Federal” e ordenou a continuidade da operação planejada. Vídeos e mensagens de outros agentes da PRF zombando da determinação do Tribunal Superior Eleitoral e comemorando a supressão eleitoral dos apoiadores do candidato eleito Luiz Inácio Lula da Silva foram denunciados nas redes sociais.
Ao todo, foram 272 operações realizadas no nordeste, 49,5% de todas as ações do dia. Enquanto na região sudeste, a mais populosa e que conta com a maior malha rodoviária, aconteceram apenas 51 ações, 9,4% do total. O número de abordagens registradas no segundo turno foi 70% maior do que no primeiro.

## Desdobramentos
No dia 9 de novembro, Silvinei Vasques e o Ministro da Justiça Anderson Torres foram convocados para prestar esclarecimento na Câmara dos Deputados a pedido do deputado federal Ivan Valente (PSOL-SP), e no dia seguinte Silvinei passou a ser investigado pela Polícia Federal (PF) a pedido do Ministério Público Federal por sua atuação nas eleições.